# Скворцов Олександр Миколайович
Олександр Миколайович Скворцов (рос. Скворцов Александр Николаевич; 10 (22) липня 1835—28 січня (10 лютого) 1905) — російський генерал від артилерії.

## Біографія
Народився 10 (22) липня 1835 року в сім'ї георгіївського кавалера, генерал-майора Миколи Петровича Скворцова (1765—1838). Згідно зі спогадами Віри Келдиш, у сім'ї була легенда, що під час Кавказької війни Микола Петрович Скворцов був тяжко поранений, і його доглядала грузинка, з дочкою якої він одружився. За іншими відомостями він був одружений з Марією Іванівною Ушаковою (1799—1887).
У 1854 році закінчив 1-й кадетський корпус; брав участь у Кримській війні.
Із 1867 року — капітан гвардії, з 1870 року — полковник. Брав участь у російсько-турецькій війні 1877—1878 рр. Із 14 квітня 1878 по 27 лютого 1879 роки командував 13-ю резервною артилерійською бригадою, з 29 липня 1879 року — артилерійською бригадою 41-ї піхотної дивізії, а з 27 травня 1882 року — артилерійською бригадою 24-ї піхотної дивізії. 30 серпня 1882 року проведений в генерал-майори. Навесні 1883 року призначений командиром сформованої артилерійської бригади 23-ї піхотної дивізії. Із 8 листопада 1885 року він командував артилерійською бригадою 1-ї гвардійської піхотної дивізії.
Із 17 грудня 1890 року — начальник артилерії 4-го армійського корпусу; 30 серпня 1892 року проведений в генерал-лейтенанти. Із 4 лютого 1893 року О. М. Скворцов — начальник артилерії 3-го армійського корпусу; з 19 січня 1898 року — 20-го армійського корпусу.
Звільнений у відставку з отриманням звання генерала від артилерії 24 липня 1900 року.
Помер 28 січня (10 лютого) 1905 року. Похований в Санкт-Петербурзі на Новодівичому цвинтарі.

## Нагороди
- орден Св. Станіслава ІІІ ст. (1864)
- орден Св. Анни ІІІ ст. (1866)
- орден Св. Станіслава ІІ ст. (1869)
- орден Св. Анни ІІ ст. (1871)
- орден Св. Володимира ІV ст. (1874)
- золота зброя «За хоробрість» (1878)
- орден Св. Володимира ІІІ ст. (1885)
- орден Св. Станіслава І ст. (1888)
- орден Св. Анни І ст. (1895)
- орден Франца Йосифа, командорський хрест (1874)
- орден Корони ІІ ст. із зіркою (1890).

## Сім'я
Одружився з Софією Йосипівною Ковзан. Їхні діти:
- Марія (1879—1957) — дружина генерал-майора інженерно-технічної служби Всеволода Михайловича Келдиша. Із семи їхніх дітей найбільш відомі: математик, професор Людмила Келдиш; музикознавець, професор Юрій Келдиш; академік Мстислав Келдиш.
- Микола (1888—1941)